# When You Wish Upon a Star
When You Wish Upon a Star (Trad. lett.: Quando esprimi un desiderio guardando una stella) è una canzone scritta e composta nel 1940 per il film Pinocchio di Walt Disney con il testo di Ned Washington e la musica da Leigh Harline. Nella versione italiana la canzone è stata adattata in Una stella cade da Pertitas.

## Storia
Harline e Washington all'inizio dell'autunno del 1938 consegnarono When You Wish Upon a Star alla troupe che si occupò della storia di Pinocchio, e immediatamente la considerarono come una canzone di spicco a cui dare risalto nel film. Walt Disney decise che la canzone dovesse essere suonata sopra i titoli di testa e utilizzata come tema musicale per tutto il film..
Cliff Edwards era stato scelto per il ruolo del Grillo Parlante, che all'epoca nella storia era marginale, nel mese di ottobre fece una registrazione di prova. I produttori dopo aver ascoltato la registrazione decisero di promuovere il Grillo Parlante al ruolo di narratore, Edwards ebbe un ruolo princiopale: nel film la sua musica accompagnò i titoli di testa e fece da ponte alla scena iniziale del Grillo Parlante..
Originariamente cantata da Cliff Edwards nel ruolo del grillo parlante Jiminy Cricket e accompagnato da un coro, secondo il sito "secondhandsongs" ha avuto 125 covers e numerosi adattamenti in altre lingue. Numerosi sono gli artisti che l'hanno incisa e interpretata, quella seguente è solo una lista parziale: Julie Andrews, Bill Evans, Louis Armstrong, Glenn Miller, Gene Simmons, Diana Ross & The Supremes, Neil Diamond, Matt Monro, Andy Williams, Wess, Nikka Costa, Tony Bennett, Barbra Streisand, Christina Aguilera, Jackie Evancho, Katherine Jenkins, Jim Brickman, Rolando Villazón, Michael Crawford, Brian Wilson, Ringo Starr, Greg Lake, Barbra Streisand, Grace Slick, Vera Lynn, Linda Ronstadt, Jimmy Scott, Beyoncé, Renée Fleming, Barbara Hendricks, Marie Oppert, Michael Jackson, Beau Dermott, Giorgia Fumanti, Meaghan Jette Martin, il Mormon Tabernacle Choir e Connie Talbot. When You Wish Upon a Star è diventata sin da subito la canzone e inno ufficiale della compagnia Disney, e il suo ritornello è stato adattato come sigla musicale per la Walt Disney Pictures. È inoltre la prima canzone Disney nonché una delle prime canzoni della Storia del Cinema a vincere l'Oscar per la migliore canzone originale, ed è stata classificata al settimo posto nella classifica AFI's 100 Years... 100 Songs delle 100 più grandi canzoni della Storia Cinematografica, ed è di fatto considerata uno dei più importanti nonché più citati simboli musicali cinematografici, nonché la canzone più rappresentativa del messaggio e del credo di Walt Disney stesso.
La Biblioteca del Congresso ha ritenuto di riconoscere un valore storico alla registrazione della canzone realizzata da Edwards culturalmente, storicamente o esteticamente significativa e, nel 2009, è stata inserita nel National Recording Registry.

## Riferimenti

### Earth, Wind & Fire
Il testo della canzone degli Earth, Wind & Fire Shining Star fa riferimento diretto alla canzone Disney. 

### Jazz standard
Il brano è divenuto uno jazz standard.

## La versione di Ringo Starr
Ringo Starr pubblicò la sua cover del pezzo sull'album della WDR Stay Awake (Various Interpretations Of Music From Vintage Disney Films), pubblicato nell'ottobre 1988, come brano di chiusura sia dell'album che del medley di canzoni tratte dal film Pinocchio, che comprende anche Desolation Theme, interpretato da Ken Nordine, Bill Frisell e Wayne Horvitz. Il pezzo è accreditato a "Ringo Starr with special guest Herb Alpert". Lerennie Niehaus si occupò degli arrangiamenti e condusse l'orchestra, mentre Van Dyke Parks produsse il brano. In Germania, When You Wish upon a Star venne pubblicata su un singolo promozionale con, al lato B, Mickey Mouse March, interpretato da Aaron Neville; il giri venne pubblicato dalla A&M Records con il numero di catalogo 81 170-7.

### Formazione
- Ringo Starr: voce
- Herb Alpert: assolo di tromba
- Bill Frisell: chitarra elettrica
- Dennis Budimir: chitarra acustica
- Buell Neidlinger: basso elettrico
- Terry Adams: pianoforte
- Jim Keltner: batteria
- Emil Radocchia, Ken Watson: percussioni
- Ann White, Bobbi White, Carol Lombard, Debbie Hall, Diana Lee, Donna Davidson, Jackie Ward-Smith, Melissa Mackay, Sally Stevens, Sandra Hall, Susan Ives, Susan McBride: cori
- Harry Nilsson: fischi
- Bruce Dukoff, Don Palmer, Haim Shtrum, Henry Ferber, Israel Baker, Peter Kent, Ralph Morrison, Reg Hill, Robert Sushel, Shari Zippert, Sheldon Sanov: violino
- Alan De Veritch, Kenneth Burward-Hoy, Myra Kestenbaum, Pamela Goldsmith: viola
- Armen Ksajikian, Christine Ermacoff, Dennis Karmazyn, Raphael Kramer: violoncello
- Catherine Ann Gotthoffer: arpa
- Anthony Terran, Charles Findley, Warren Luening: tromba
- John Johnson, Richard Nash, Lloyd Ulyate: trombone
- Calvin Smith, Richard Perissi, Richard Todd: corni francesi[8]

## La versione in italiano
La versione in italiano della canzone è stata interpretata da Riccardo Billi. Nel 1963 fu sostituita da una nuova versione con la voce di Bruno Filippini che però è stata cestinata nel 1993 tornando così a Billi.